# Sacro Monte di Crea
El Sacro Monte di Santa Maria Assunta o Sacro Monte di Crea es un santuario italiano ubicado en Serralunga di Crea, provincia de Alessandria, en el Piamonte. Es uno de los nueve Sacri Monti de Piamonte y de Lombardía incluidos en la lista del Patrimonio Mundial de la Unesco desde 2003. La entidad «Parco naturale ed Area attrezzata dal Sacro Monte di Crea» tiene su domicilio en [Cascina Valperone], 1, 15020 Ponzano Monferrato (AL).
Este Sacro Monte di Crea, construido a partir de 1589 junto a un santuario mariano preexistente, está situado en uno de los lugares más altos de Monferrato (455 m s. n. m.), aunque está construido más sobre una colina que sobre una montaña, y domina las colinas de alrededor. Los complejos hechos históricos que le han afectado durante los cuatrocientos años de su historia, desde la Contrarreforma a la influencia de algunas familias nobles del Monferrato, la vuelta al antiguo espíritu místico y de oración con la llegada de los hermanos Menores Observantes Franciscanos, no transformaron la esencia del lugar de culto, síntesis perfecta entre religión, arquitectura y naturaleza. Un total de 23 capillas siguen un recorrido entre los misterios de la vida de María y de Jesús, con bellísimas estatuas de escayola y terracota que ilustran y animan los distintos momentos. El santuario, de origen románico, a través de los siglos fue reconstruido varias veces. El interior de la iglesia, de tres naves, conserva importantes obras pictóricas, entre ellas sobresale el ciclo de los frescos de la « Historias de Santa Margarita de Antioquía » del siglo XV, uno de los testigos más importantes del Piamonte. En 1980 el Monte fue cedido a la Región Piamonte que lo transformó en parque natural.

## Historia
En 1589 el prior Costantino Massino decidió construir un Monte Sacro alrededor de un santuario preexistente dedicado a la Virgen María, cuya creación se atribuye tradicionalmente a san Eusebio de Vercelli, alrededor del año 350. Se dice también que Eusebio fue quien instaló la estatua de la Virgen que aún se venera en el santuario. Se conoce poco de las intenciones del prior, pero seguramente estaba muy influido por la construcción del Monte Sacro de Varallo y por la difusión en el Norte de Italia del espíritu de la Contrarreforma. La primera capilla la mandó construir el duque de Massino justo delante de la iglesia. Las capillas dedicadas a los Misterios del Rosario se colocaron alrededor del antiguo santuario mariano de mil años de antigüedad sobre la más alta de las colinas del Basso Monferrato.
El proyecto preveía 15 capillas distribuidas a lo largo de un recorrido que subía por el norte hasta la cima, para bajar después por el sur, pero se construyeron pocas de estas capillas. Diez años más tarde se llevó a cabo otro proyecto de 40 capillas que intentaba igualar la grandiosidad del monte de Varallo. La importancia del nuevo proyecto requirió la participación de feudatarios del Monferrato y de la Comunidad de Crea. 
A lo largo del siglo XVII se produjeron períodos de guerras alternados con otros de paz, durante los cuales se reparaban los daños sufridos y se seguían las obras. Conforme fue transcurriendo el tiempo, el esquema inicial de planta monumental fue alterado en una serie de ocasiones. El complejo proyecto no se llegó a terminar nunca y, a principios del XVIII, el recorrido era muy tortuoso entre desprendimientos y capillas destruidas. El deterioro se acentuó después con la supresión del convento en 1801, y los terrenos y edificios se distribuyeron entre personas particulares. 
En 1820 comenzó una significativa obra de restauración después de su parcial destrucción. Esta tarea se confió a los hermanos Menores Observantes Franciscanos, los cuales restablecieron en Crea la fe de las comunidades rurales. En 1887 el antiguo recorrido comenzó a convertirse en Viacrucis, se destruyeron algunas de las estatuas presentes en las capillas, y recuperaron otras capillas abandonadas pero sin llevar a término el proyecto. En 1980 el área se convirtió en parque natural regional, cuya flora fue catalogada por el fotógrafo y erudito de Casale Francesco Negri. A través de sus bosques serpentea el empinado camino por el que se alcanza este sacromonte.